# El amor no es lo que parece
El amor no es lo que parece (título original: Pensavo fosse amore... invece era un calesse) es una película italiana de 1991 dirigida y protagonizada por Massimo Troisi. Contó además con las actuaciones de Francesca Neri, Marco Messeri, Angelo Orlando y Natalia Bizzi.

## Sinopsis
Tommaso y Cecilia son una joven pareja de novios en Nápoles que lleva una vida aparentemente normal. Él tiene un restaurante en Borgo Marinari, al lado del Castel dell'Ovo. El amigo de Tommaso, Amedeo, es dueño de una librería cercana; la hermana adolescente de Amedeo, Chiara, está enamorada de Tommaso.
Tommaso y Cecilia están a punto de casarse, pero los celos excesivos de Cecilia podrían arruinar todo. Durante un momento de intimidad, está convencida de haber oído a su futuro marido decir el nombre de otra mujer, Elena. La situación degenera rápidamente, por lo que Cecilia deja a Tommaso y comienza a ver a un misterioso hombre mayor llamado Enea.
Mientras tanto, Amedeo se involucra con Flora, la antigua novia de otro amigo suyo, Giorgio. Cuando Chiara se da cuenta de que no puede conquistar el corazón de Tommaso, vierte veneno para ratas en su café. Está tan celosa que incluso prende fuego a la moto de Enea. Tommaso intenta arreglar las cosas, incluso recurriendo a un hechicero de magia blanca de poca monta para que le ayude. Parece que funciona; Cecilia deja a Enea y vuelve con Tommaso.
Llega el día de su boda, pero Tommaso no se presenta en la iglesia; su amor por Cecilia ha desaparecido. Le envía un mensaje pidiéndole que se reúna con él en un café local. Él todavía lleva su traje de boda y ella acude con su vestido de novia. Él le dice que los hombres y las mujeres no están hechos para casarse, y aceptando ella queda en salir esa misma noche con él.

## Reparto

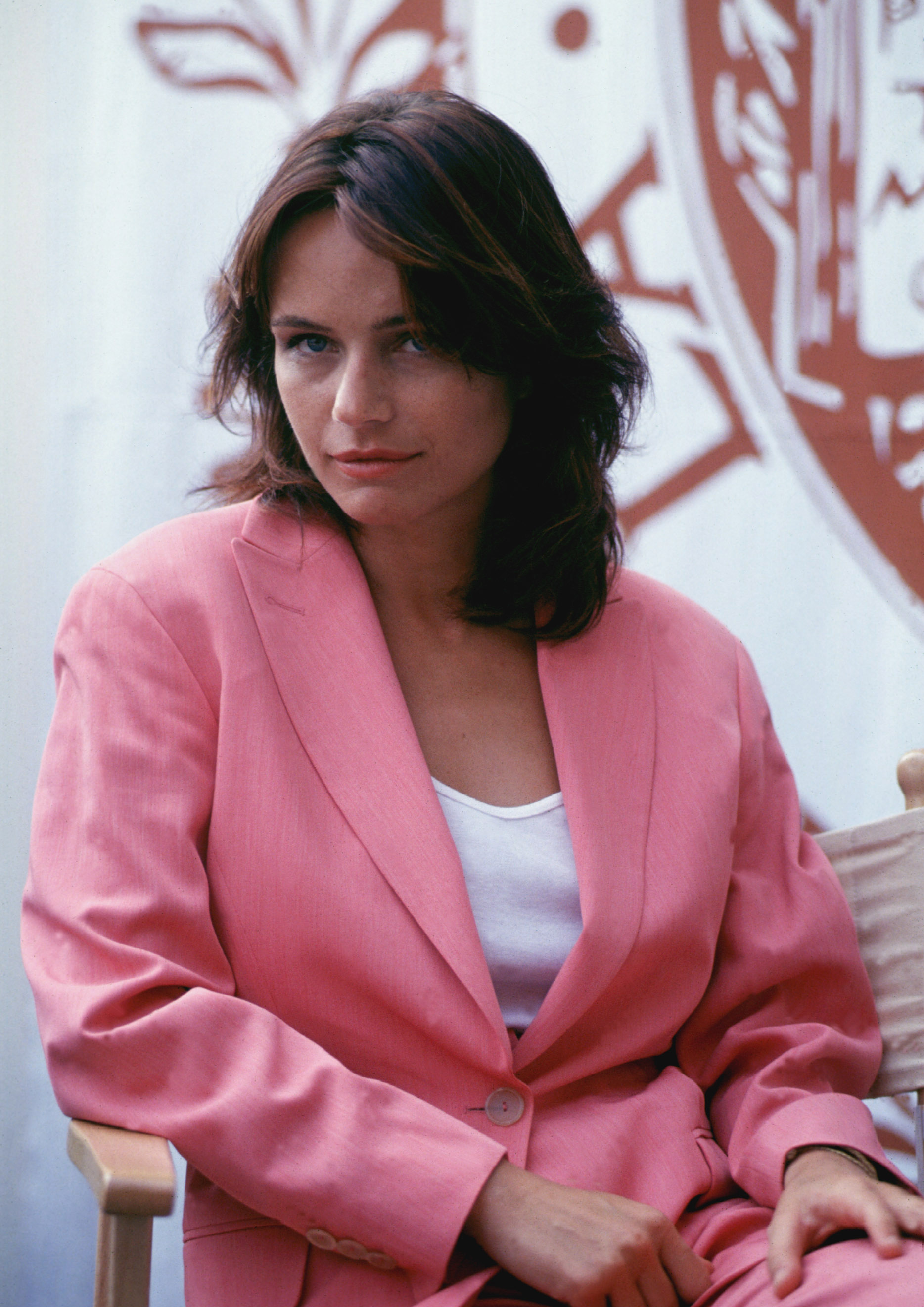
Francesca Neri interpretó el personaje femenino principal en el filme

- Massimo Troisi: Tommaso
- Francesca Neri: Cecilia
- Marco Messeri: Enea
- Angelo Orlando: Amedeo
- Natalia Bizzi: Flora